# Sicherungsblech

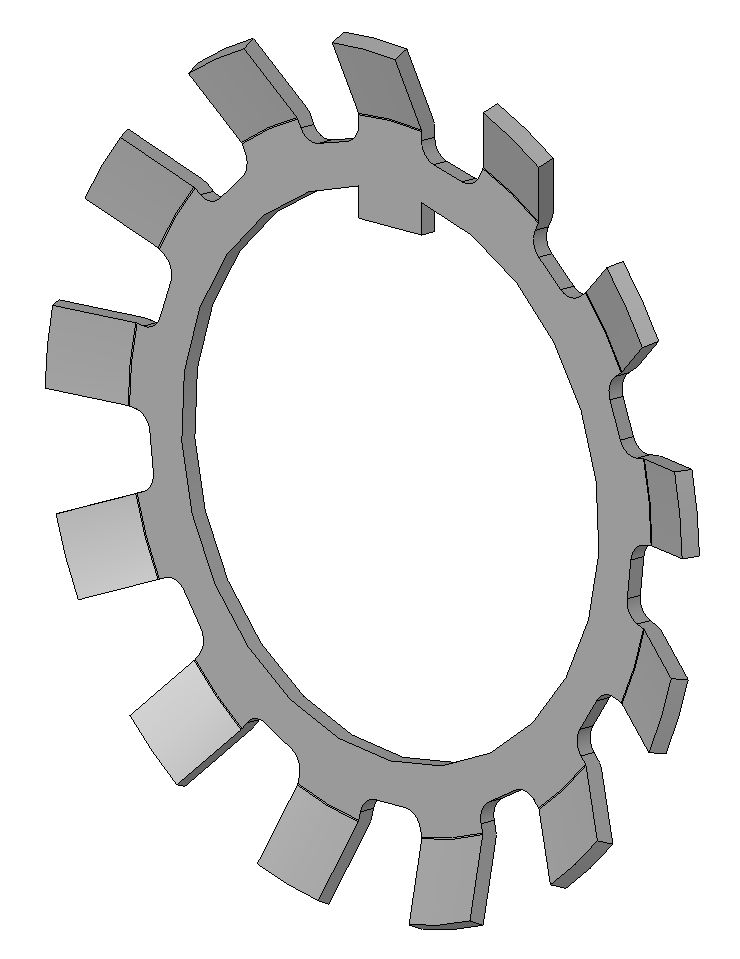
Sicherungsblech nach DIN 5406 zur Sicherung von Nutmuttern nach DIN 981

Ein Sicherungsblech ist eine Unterlegscheibe aus weichem Stahlblech zur formschlüssigen Verdrehsicherung von Muttern, insbesondere von Nutmuttern. Ein Sicherungsblech besitzt eine Zunge am Innendurchmesser, welche in eine Nut in einem feststehenden Maschinenteil oder einer Achse oder Welle greift. Am Außendurchmesser befinden sich eine oder mehrere Zungen, die in eine Nut einer Nutmutter oder um den Sechskant einer Mutter geschlagen werden kann, um ein unbeabsichtigtes Verdrehen oder Lösen der Mutter zu verhindern.
Sicherungsbleche für Nutmuttern nach DIN 981 werden durch die Norm DIN 5406 beschrieben. Diese Norm unterscheidet verschiedene Bauformen, die für entsprechende Bauformen der Nutmutter geeignet sind:
- standardmäßig wird die Bauform MB verwendet;
- die Variante MBL mit dünnerem Rand wird für Nutmuttern der Bauform KML verwendet.

Für Nutmuttern der Bauform HM, die über ein Trapezgewinde verfügen, wird anstelle eines Sicherungsblechs ein Sicherungsbügel verwendet, der mittels Sechskantschraube fixiert wird. Sicherungsbügel werden ebenfalls in der DIN 5406 beschrieben und mit MS bezeichnet.